# Teal Inlet
Teal Inlet o Caleta Trullo 51°33′26″S 58°26′17″O / -51.55722, -58.43806 es un establecimiento de la isla Soledad en las islas Malvinas. Se encuentra en la costa sur de la bahía de la Maravilla. Se ubica a 1 m s. n. m. y desde allí puede observarse la montaña Jack de 648 m s. n. m.
El establecimiento tuvo un papel menor en la guerra de las Malvinas cuando las tropas británicas, que habían establecido una cabeza de puente en el estrecho de San Carlos, divididas en dos, con un grupo yendo a luchar en Pradera del Ganso y el otro viajando a lo largo de la parte norte de la isla Soledad, por Caleta Trullo. Este lugar fue utilizado como puerto de refugio por 11.º Escuadrón de MCM para refugiarse de los ataques aéreos durante el asalto final a Puerto Argentino/Stanley.